# Sandalodes albovittatus
Sandalodes albovittatus là một loài nhện trong họ Salticidae.
Loài này thuộc chi Sandalodes. Sandalodes albovittatus được Eugen von Keyserling miêu tả năm 1883.